# Guo Fan
Guo Fan, född 10 december 1985, är en friidrottare från Kina. Han deltog vid olympiska sommarspelen 2012.